# Queriniana (casa editrice)
La Queriniana è una casa editrice cattolica italiana di Brescia, che si rifà, nel nome, ad Angelo Maria Querini.

## Storia
La casa editrice fu fondata da san Giovanni Battista Piamarta nel 1886, estendendo le attività della preesistente tipografia, nata nel 1884. Con la denominazione di Tipografia e Libreria Queriniana, pubblicò varie opere nel campo della stampa cattolica (come per esempio Il cittadino di Brescia, La voce del popolo, Scuola italiana moderna, Il frustino, La madre cattolica), trasformandosi progressivamente in casa editrice.
Nel 1965, alla fine del Concilio Vaticano II, quando per esempio fu fondata Concilium, la rivista internazionale del rinnovamento teologico (pubblicata ancora oggi da vari editori in più lingue), Queriniana la pubblicò in Italia: da lì si impose sempre di più nel panorama editoriale italiano come un punto di riferimento essenziale per gli studi, non solo accademici, di teologia e di filosofia.
Queriniana si è dimostrata molto attenta e sensibile al rinnovamento del mondo cattolico.

## Attività
È impegnata nella pubblicazione di testi di teologia, specialmente in fatto di saggistica e manualistica universitaria. In particolare attraverso le collane Biblioteca di teologia contemporanea e Giornale di teologia, fondate e curate da Rosino Gibellini (1926-2022), edita molti dei più importanti contributi della ricerca teologica prodotta, in ambito scientifico, non solo in Italia e in Europa, ma a livello mondiale.
La proprietà dell'editrice fa capo ai Piamartini, congregazione religiosa originaria di Brescia.

## Autori
Gli autori pubblicati dalla Queriniana sono, tra gli altri, Anselm Grün, Papa Benedetto XVI, Dietrich Bonhoeffer, Hans Küng, Walter Kasper.